# Małoje Jakowcewo
Małoje Jakowcewo (ros. Малое Яковцево) – wieś (dieriewnia) w Rosji, w obwodzie smoleńskim, w rejonie syczowskim. W 2010 liczyła 125 mieszkańców.